# Mollstraße
La Mollstrasse, est l'une des artères principales de Berlin, en Allemagne.

## Situation et accès
Proche de l'Alexanderplatz, elle s'étend depuis la Torstraße, à partir de l'intersection de la Karl-Liebknecht-Straße et de la Prenzlauer Allee ( Prenzlauer Tor) sur 850 mètres vers l'est, jusqu'à la Platz der Vereinten Nationen dans le quartier de Friedrichshain, où elle débouche sur la Landsberger Allee.
La Mollstrasse, large de 70 mètres, est sur le parcours approximatif de l'ancienne Gollnowstraße et Jostystraße (voie nord) / Linienstraße (voie sud) et suit une section ouest de la Leninallee. Il s'agissait alors plutôt de ruelles. La Landsberger Allee menait directement à l'Alexanderplatz mais est déviée au début des années 1960 sur la Leninplatz direction nord-ouest, vers la Prenzlauer Tor. Cette nouvelle section est nommée Mollstrasse.

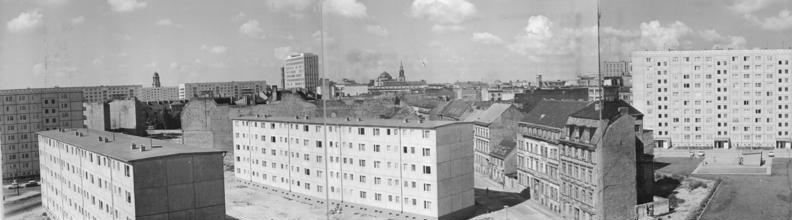
Mollstrasse et Landwehrstrasse sur une photo panoramique de 1965

Le parcours de Mollstrasse et Landsberger Allee forme l'une des artères radiales depuis le centre historique de Berlin.
Celles-ci sont - en partant du centre du nord-ouest au sud-est - dans le sens des aiguilles d'une montre :
- Hackescher Markt - Oranienburger Strasse - Friedrichstrasse / Oranienburger Tor - Chausseestrasse
- Hackescher Markt - Rosenthaler Strasse - Rosenthaler Platz - Brunnenstrasse
- Alexanderplatz - Rosa-Luxemburg-Strasse - Rosa-Luxemburg-Platz - Schönhauser Allee
- Alexanderplatz - Karl-Liebknecht-Straße - Prenzlauer Tor - Prenzlauer Allee
- Molkenmarkt - Grunerstraße / Alexanderstrae - Otto-Braun-Straße - Greifswalder Strae
- Prenzlauer Tor - Mollstrasse - Place des Nations unies - Landsberger Allee
- Alexanderplatz - Karl-Marx-Allee - Strausberger Platz - Karl-Marx-Allee / Frankfurter Tor - Frankfurter Allee
- Spandauer Strasse / Molkenmarkt - Stralauer Strasse - Holzmarktstrasse - Stralauer Platz - Mühlenstrasse - Stralauer Allee

ainsi qu'à l'ouest, par-dessus la Spree :
- Molkenmarkt - Mühlendamm / -brücke - Gertraudenstrasse / Gertraudenbrücke - Spittelmarkt - Leipziger Strasse
- Alexanderplatz - Karl-Liebknecht-Straße - Liebknechtbrücke - Schloßplatz - Schloßbrücke - Unter den Linden

### Transports

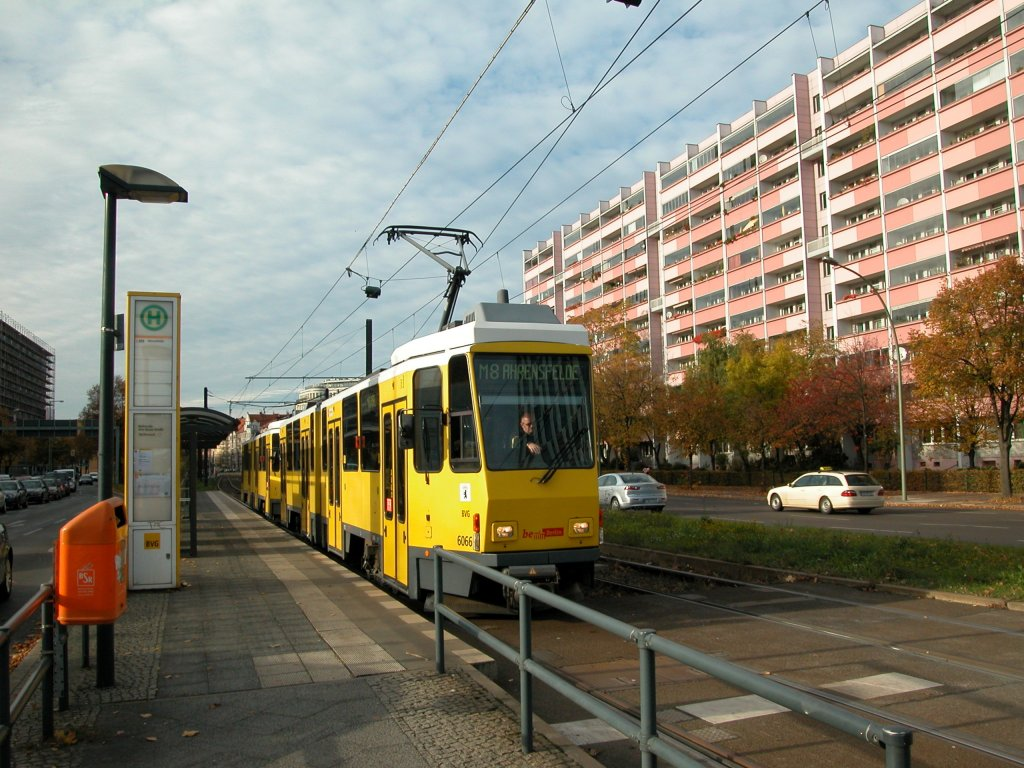
Tram M8 à l'arrêt Mollstraße / Otto-Braun-Straße en sortant de la ville (2012)

Au milieu de la Mollstrasse, il y a des zones de voies délimitées pour les lignes de tramway suivantes :
- Platz der Vereinten Nationen - Otto-Braun-Strasse : M5, M6
- Platz der Vereinten Nationen - Prenzlauer Allee : M8
- traversé par les lignes M2 et M4

Les lignes de bus TXL, 200 et 142 circulent en partie sur la Mollstrasse.

## Origine du nom
La rue est nommée d'après le révolutionnaire Joseph Moll, membre de la Ligue des communistes et cofondateur de l'Association allemande d'éducation ouvrière (de). Il est tombé le 28 juin 1849 lors des combats lors de l'insurrection du Palatinat.

## Historique
Historiquement, l'emplacement correspond au sud du faubourg de Königsstadt. Cependant, cette ancienne banlieue est morcelée lors de la formation du Grand Berlin en 1920. La Mollstrasse est ainsi divisée sur trois districts : Mitte, Friedrichshain-Kreuzberg et Pankow. Initialement, la nouvelle rue tracée en 1963 allait de la Leninplatz à la Hans-Beimler-Strasse (depuis 1995 : Otto-Braun-Strasse). Elle est prolongée en 1969 jusqu'à la Prenzlauer Allee.
Après la Seconde Guerre mondiale, les destructions sont considérables . On veut alors créer un centre à l'est autour de l'Alexanderplatz ; les bâtiments mal reconstruits sont détruits pour faire place à de nouveaux qui se démarquent de la Stalinallee
Elle existe sous sa forme actuelle depuis les années 1960, lorsque le tracé d'une « rocade nord » depuis la Rosenthaler Platz jusqu'à la Leninplatz (aujourd'hui Platz der Vereinten Nationen) est devenu nécessaire pour soulager l'Alexanderplatz du trafic de transit. La rue est nommée « Mollstrasse » le 9 août 1963.

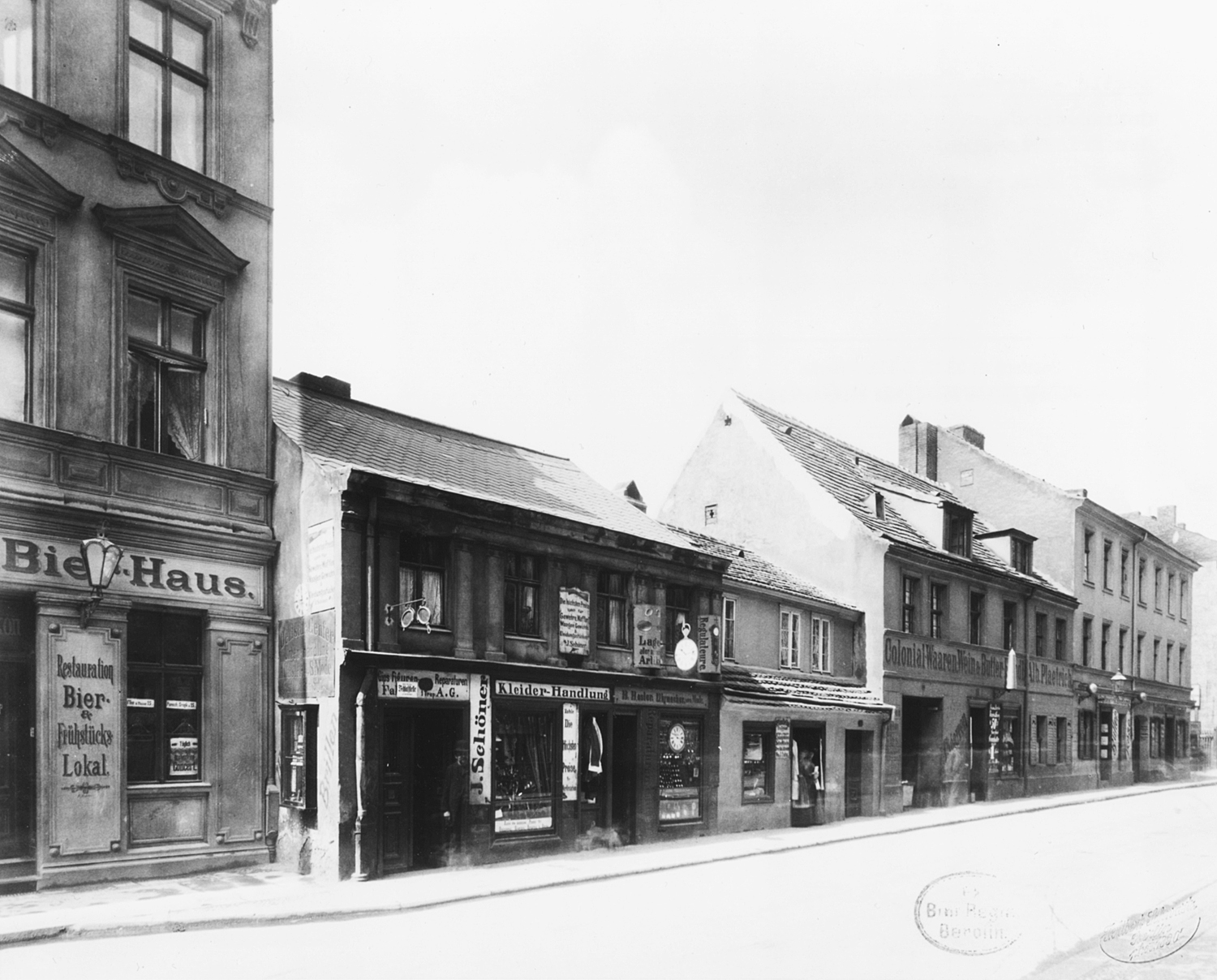
Sur la Gollnowstrasse, vers 1890
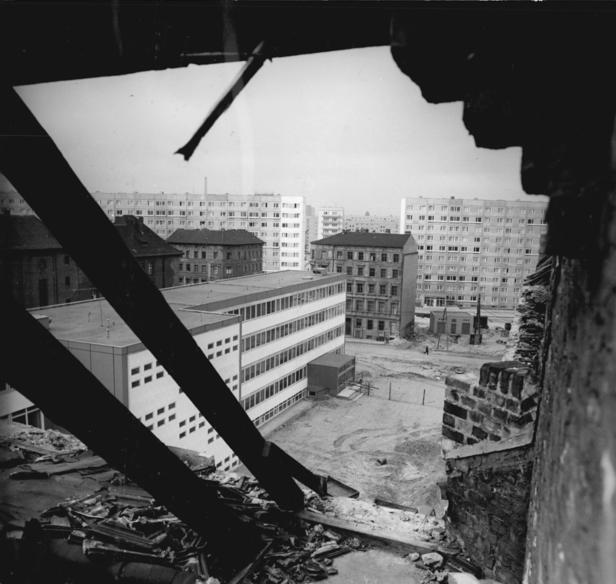
Construction sur la Mollstrasse : entre démolition et nouvelle construction

## Bâtiments remarquables et lieux de mémoire

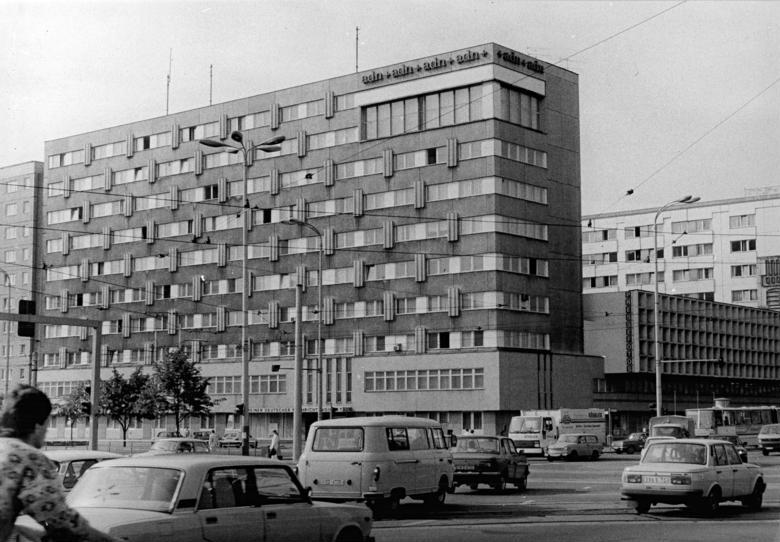
Bâtiment ADN sur la Mollstrasse

Avec le développement du côté sud (quartier Mitte), des bâtiments d'importance publique pour la RDA sont érigés à l'ouest et sur l'Otto-Braun-Strasse. On avait notamment le gratte-ciel Mollstrasse, dit « ADN-Gebäude ». L'agence de presse ADN y a son siège de 1971 à 1990. En 2013, la société Zalando a repris l'immeuble.
La caractéristique dominante actuelle de la Mollstrasse est la Königstadt-Carrée à l'angle d'Otto-Braun-Strasse (Mollstrasse 30-32, Otto-Braun-Strasse), un complexe d'un immeuble de bureaux de 20 étages avec 24 000 m2 de surfaces locatives et une extension de dix étages, dans laquelle le groupe Accor exploite l'hôtel Ibis. Il a été construit sur le site d'un immeuble résidentiel de grande hauteur des années 1970 qui a été démoli en 2002. Ce bâtiment original à Mollstrasse 31 était un bâtiment expérimental de 17 étages construit par des constructeurs hongrois.
Au 11 de la Mollstrasse se trouve une pierre commémorative pour les 38 Juifs de Berlin brûlés en 1510.